# A háromnapos szabály (Így jártam anyátokkal)
A Háromnapos szabály az Így jártam anyátokkal című televízió-sorozat negyedik évadának huszonegyedik epizódja. Eredetileg 2009. április 27-én vetítették, míg Magyarországon egy évvel később, 2010. május 31-én.
Ebben az epizódban Ted megszerzi egy lány telefonszámát, és azonnal SMS-eket ír neki, ezzel be nem tartva a "háromnapos szabályt". Marshall és Barney elhatározzák, hogy megviccelik.

## Cselekmény
Ted megszerzi egy lány telefonszámát a bárban, és azonnal hívni is akarja őt. Barney helyteleníti ezt, és a "háromnapos szabályra" hivatkozik, azaz senkit nem szabad felhívni rögtön, várni kell vele 3 napot. Ted megígéri, hogy nem hívja fel, viszont SMS-eket kezd el küldeni Hollinak, mert azt nem ígérte meg, hogy ezt nem teszi. Robin ezt megtudja (mert amikor Ted meztelen nőt lát, mindig viccesen nevetgél, és Holli azt írta, hogy épp a fürdőkádban ül), és ő is helyteleníti a dolgot, de nem szól semmit.
Ted és Holli végig SMS-ezik a hetet, mígnem egy alkalommal furcsa üzenet érkezik: mintha nem is neki szánták volna. Aztán elolvasva az üzenet végét is, megnyugszik. Robin viszont a bárban hamar rájön, hogy azt az SMS-t, és az előzőeket is Marshall és Barney küldték. Tudták, hogy Ted képtelen lesz kivárni a három napot, ezért kicserélték a telefonszámot. Kitalálták, hogy megviccelik Tedet, és visszaírtak neki Holli nevében. Aztán annyira jó móka lett az egészből, hogy amikor abba akarták hagyni, mindig kitaláltak valami újabb vicceset.
Robin szerint ez nagyon gonosz dolog, de Marshall szerint éppen hogy meg akarják védeni Tedet. Még egy Stan nevű fickó, aki ebédért jár a bárba is besegített nekik, hogy olyan szép és szívhez szóló dolgokat írjanak Tednek. De Robin azt mondja, hogy azzal az eltévedt SMS-sel (amitől Ted gyanút fogott) túl messzire mentek, és bocsánatot kellene kérniük Tedtől, bevallva az igazat. El is határozzák, de aztán mégis meggondolják magukat. Egy kamu történetet adnak elő neki SMS-ben, ami már Robinnak is sok, és mindent elmond Tednek. Ted elhatározza, hogy úgy tol ki velük, ahogy ők tették vele. Azt írja nekik, hogy néha furcsa meleg álmai vannak a legjobb barátjával. Barney és Marshall először megdöbbennek, majd azon kezdenek el vitatkozni, melyikük a legjobb barátja.
A bárban még mindig ezen vitáznak Robin előtt, majd megjelenik Ted. Azt mondja nekik, hogy furcsát álmodott, majd elkezdi nekik mesélni. Fél órán keresztül egy teljesen érdektelen, építészetről szóló álmot mesél nekik, amitől elvesztik a türelmüket, így rátérnek a kérdésre: ha csak ketten lennének a világon, Ted melyiküket választaná? Ted erre azt feleli, hogy Hollit – tudott a dologról. Ekkor belép Holli is, akit Ted úgy talált meg, hogy tudta, hol dolgozik, és aki szerint az, hogy megkereste, inkább volt romantikus. Ted elmondja a barátainak, hogy ő ilyen, és a "szerelem első látásra" érzése nem fog elmúlni attól, hogy holmi szabályokat kellene betartania. Aztán a randin rájön, hogy Holli mégsem a tökéletes nő, legalábbis nem olyan, mint amit az SMS-ek alapján feltételezni lehetett volna.
Az epizód végén megjelenik a bárban Stan, aki randira hívja Robint, Marshall és Barney őszinte bánatára.

## Kontinuitás
- Az, hogy Ted szeret impulzív módon dönteni, és hisz a szerelemben első látásra, "A kezdetek" című rész óta tudott.
- SMS-ezés közben Ted felemlegeti a szülei válását, amiről a "Villásreggeli" című részben szerzett tudomást.
- Barney ismét kamu történelemleckét ad elő.
- Ted ismét felveszi a piros cowboycsizmát.
- Stan Pablo Nerudától is idéz, ami "A pucér pasi" óta tudottan Ted kedvenc költője.

## Jövőbeli visszautalások
- Jövőbeli Ted azt is elmondja, hogy amikor a gyerekei anyjával találkozott, akkor sem tartotta be a háromnapos szabályt. Ez látható az "Örökkön örökké" című epizódban.
- Ted a "Duplarandi" című epizódban is azt mondja, hogy nem fogja megváltoztatni a stílusát – aztán a "Romboló építész" című részben némiképp mégis így tesz.
- Barney szerint az "ly" végződésű nevű lányok mocskosak. Az "Apu, a fergeteges" című részből derül ki, hogy a húgát Carlynak hívják.

## Érdekességek
- Szülési szabadság miatt ebből az epizódból is hiányzik Alyson Hannigan, Cobie Smulders pedig láthatóan terhes.
- Amikor Marshall üzenetet küld arról Lilynek, hogy hoz kaját a Generóból, és Ted azt hiszi, hogy Hollitól érkezett, egy utalás a "Drágán add az életed" című filmre is, ugyanis John McClane feleségét Holly Gennerónak hívják.
- Ez a sorozat egyetlen olyan epizódja, amelyikben csak egyetlen sztoriszál zajlik.

## Vendégszereplők
- Rebecca Budig - Holli
- Kevin Michael Richardson - Stan